# Commensurabilité (épistémologie)
Pour les articles homonymes, voir commensurabilité.
En philosophie des sciences et en épistémologie, la commensurabilité est l'idée que deux théories scientifiques puissent être comparées pour leur valeur propre, c'est-à-dire leur capacité à décrire correctement le monde tel qu'il est. Cette notion présuppose que les deux théories partagent le même langage théorique et notamment décrivent les faits établis selon un même schéma d'interprétation.
Quand un tel langage est inexistant, les théories sont dites incommensurables. Pour cette raison, la notion de commensurabilité a été critiquée, notamment par Thomas Kuhn et Paul Feyerabend. L'idée d'incommensurabilité des théories se place dans une critique plus large de la thèse que les nouvelles théories s'imposent aux anciennes pour leur valeur propre, et uniquement pour cela, indépendamment notamment de toute influence ou détermination sociale et idéologique, et l'histoire de la science est ainsi une "glorieuse" marche en avant vers le progrès de la connaissance.